# Heteropsomyinae
Heteropsomyinae — вимерла підродина мишоподібних гризунів родини Ехімісові (Echimyidae). Представники підродини жили на Антильських островах (Куба, Пінос, Гаїті, Пуерто-Рико тощо) та вимерли у історичний час. Відомі по субфосильних рештках або опису сучасників.

## Класифікація
Підродина містить 4 роди і 7 видів:
- Boromys Miller, 1916
- Brotomys Miller, 1916
- Heteropsomys Anthony, 1916
- Puertoricomys Woods, 1989